# Antiblemma phoenicopyra
Antiblemma phoenicopyra là một loài bướm đêm trong họ Erebidae.